# Celiptera remigioides
Celiptera remigioides là một loài bướm đêm trong họ Erebidae.